# Перново
Перново (словен. Pernovo) је насељено место у општини Жалец, Савињска регија, Словенија.

## Историја
До територијалне реорганизације у Словенији било је у саставу старе општине Жалец.

## Становништво
У попису становништва из 2011. године, Перново је имало 507 становника.
| Број становника према пописима | Број становника према пописима | Број становника према пописима |
| ------------------------------ | ------------------------------ | ------------------------------ |
| 1991                           | 2002                           | 2011                           |
| 279                            | 482                            | 507                            |

Напомена: Године 2016. извршена је мања размена територија између насеља Железно и Перново.